# Ocrieteiland

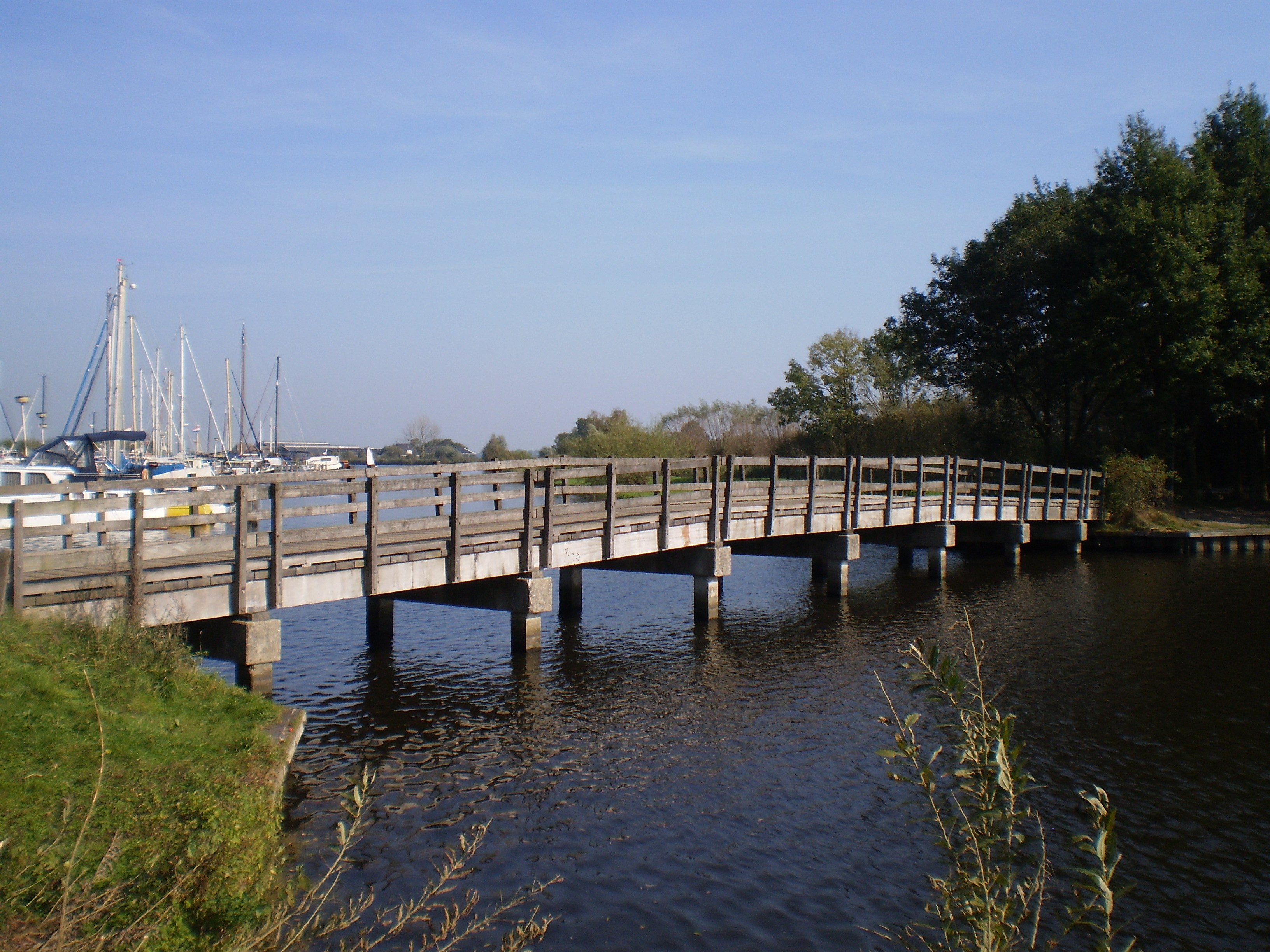
Brug naar het Ocrieteiland

Het Ocrieteiland is een eiland in de Eem aan de noordzijde van Eembrugge bij Baarn. Aan de zuidzijde van het eiland ligt de insteekhaven van de zeeverkenners. Centraal op het eiland ligt een ronde plas, in het (niet toegankelijke) natuurgebied op de noordpunt bevindt zich een driehoekige plas. Aan de noordwestzijde van de brug over de zijarm ligt jachthaven Kroeze (voorheen De Kemphaan), aan de zuidwestzijde staat de Ocrietfabriek die in 2008 werd gesloten.

Het Ocrieteiland is in beheer bij de Vereniging Natuurmonumenten. Het gedeelte op de noordpunt van het eiland is niet toegankelijk. In het moerasachtige natuurgebied op het Ocriet-eiland broeden ijsvogels

## Ontstaan
Ter hoogte van de vroegere Ocrietfabriek maakt de Eem een vrij scherpe kronkel. De voormalige ocrietfabriek staat op een klein industrieterrein langs de Eem, gelegen in de gemeente Eemnes. Het eiland is het raakpunt van drie gemeenten: Baarn, Eemnes en Bunschoten. Hierdoor ontstond de naam "Bermudadriehoek aan de Eem". Het eiland aan de Eemweg ontstond ter hoogte van de Ocrietfabriek toen de meanderende Eem in de tachtiger jaren van de twintigste eeuw werd gekanaliseerd. Auto's kunnen vanaf de Eemweg over een brug naar het eiland maar het weggetje loopt dood. De Eem is ter hoogte van het eiland in 2006 uitgebaggerd.

## Gebruik
Net voorbij de Ocrietfabriek is een bruggetje naar het eiland waar twee verenigingen zijn gevestigd. 
Zeeverkenners
Het eiland is de thuisbasis van de zeeverkennersgroep Mango Kwane Wilco Jiskoot. De scoutingvereniging heeft sinds 1990 een clubgebouw bij het haventje aan de zuidzijde van het eiland. Ook waterscouting Paltz- & Eemgeuzen uit Soest maakt gebruik van het eiland.
Kanovereniging
De kanovereniging is een afsplitsing van de Baarnse Watersportvereniging De Eem. De vereniging heet sinds mei 1987 KV Meander Baarn en heeft een clubgebouw met een aantal kanoloodsen op het eiland.

## Fotogalerij

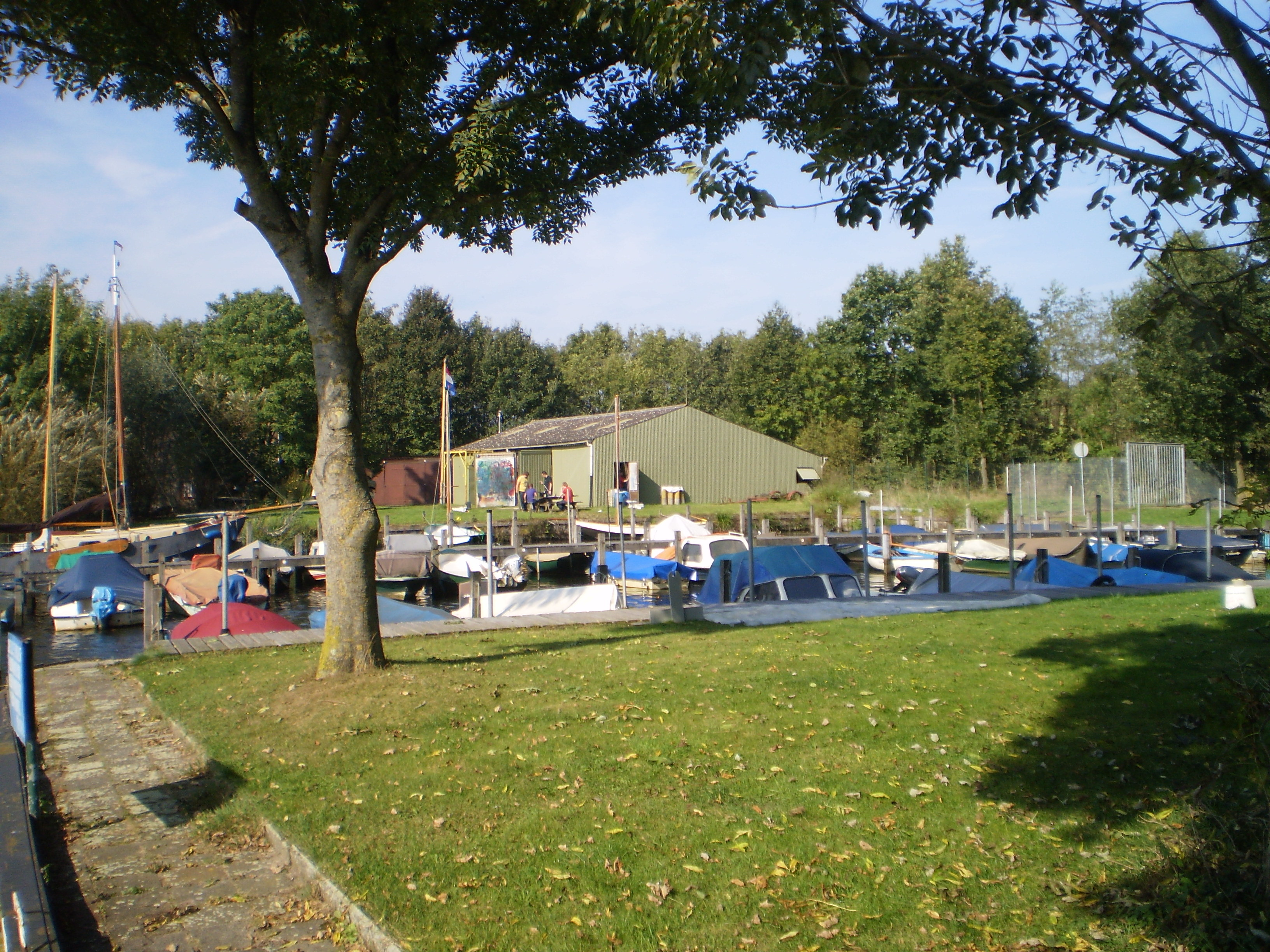
Haventje
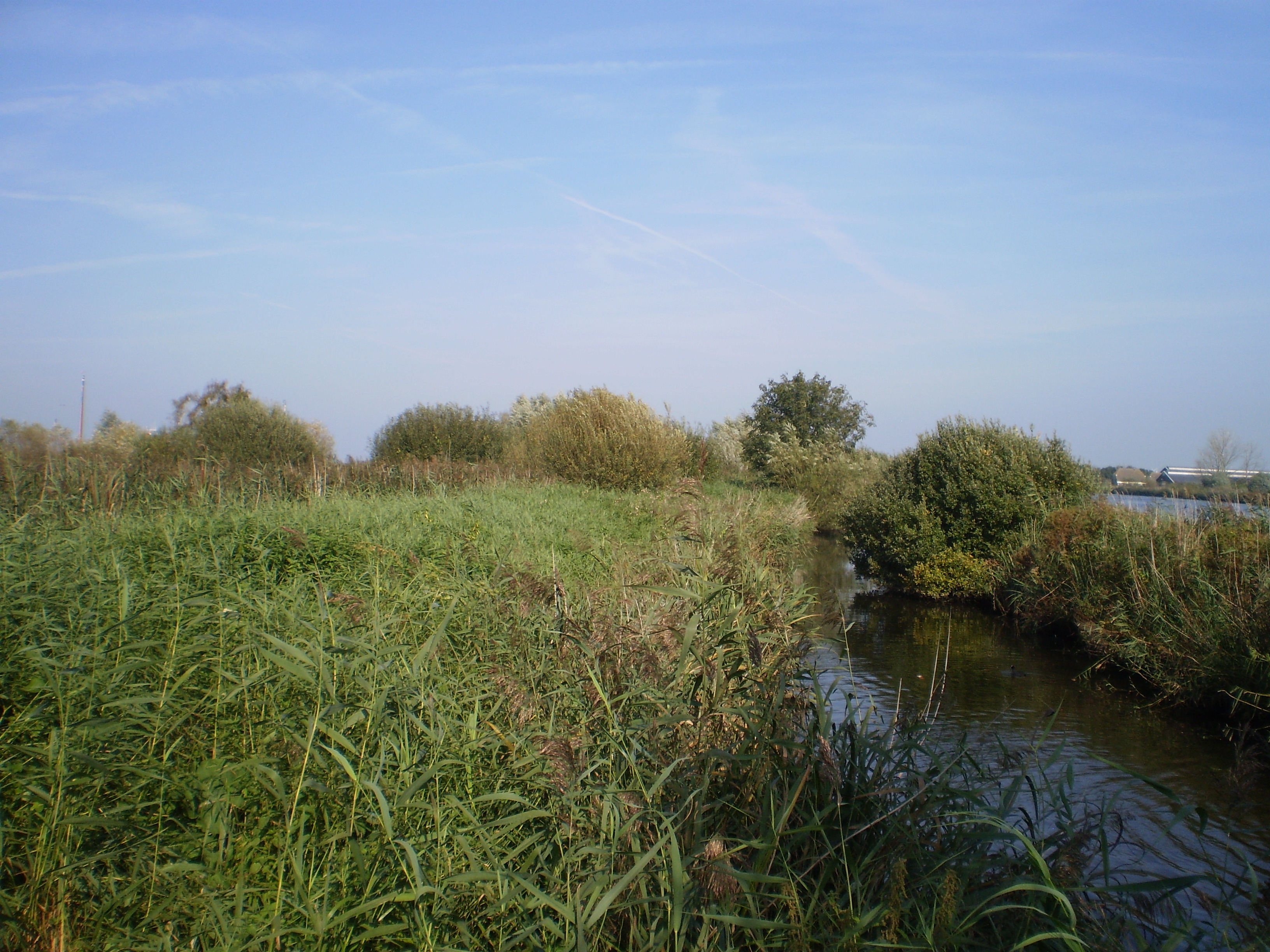
Noordpunt
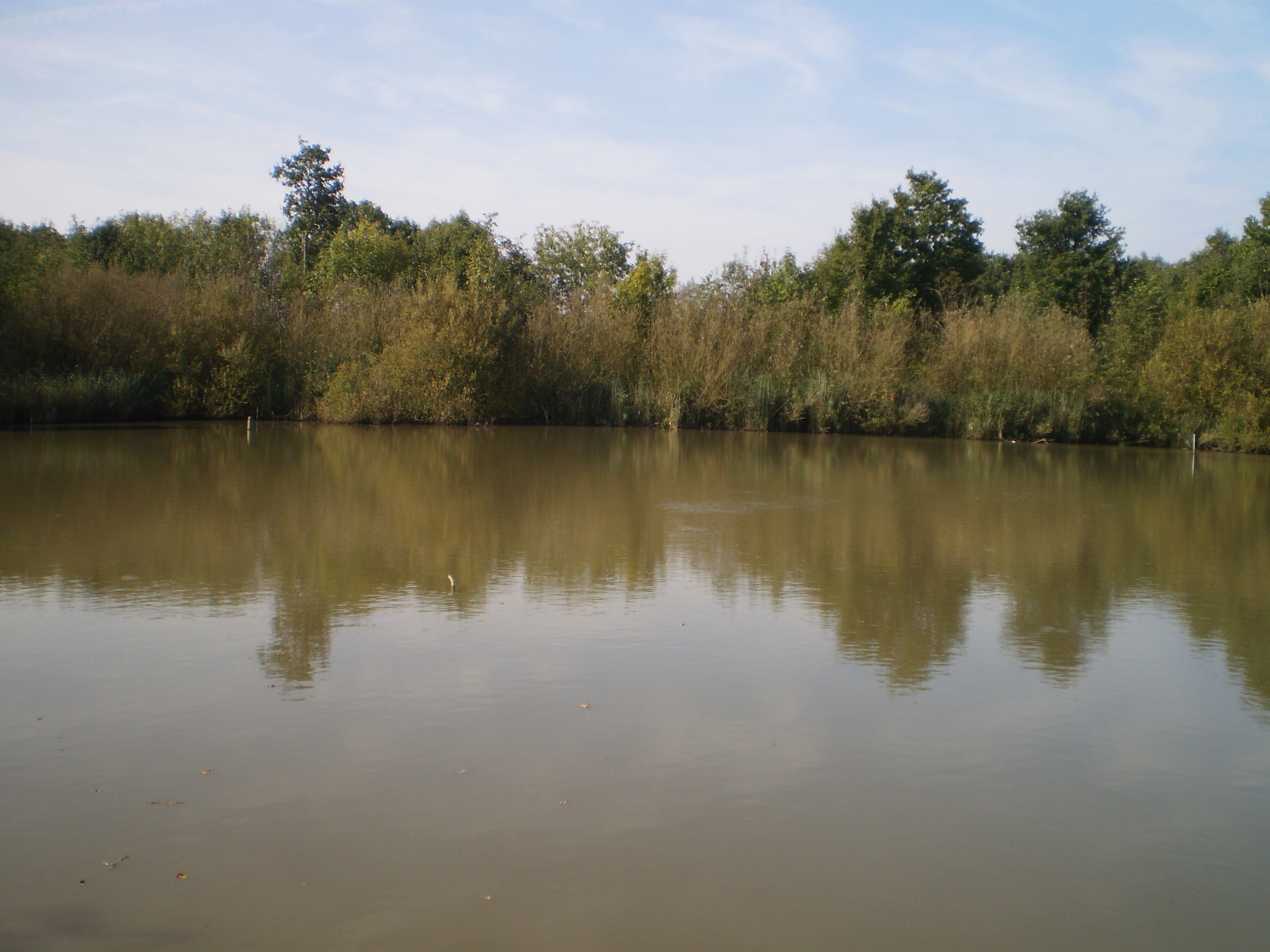
Centrale plas
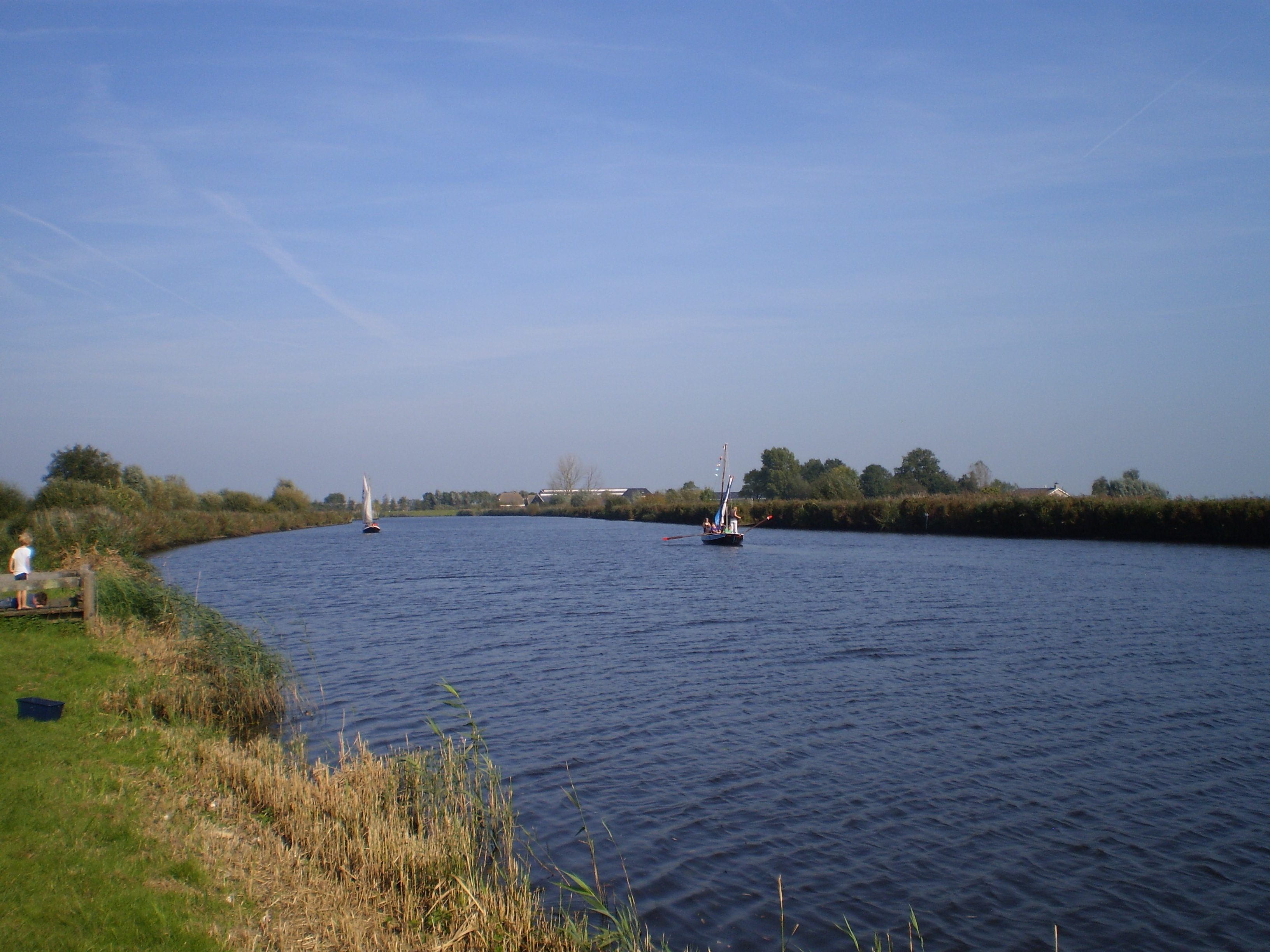
De Eem richting Eemmeer